# Tobias Angerer
Tobias Angerer (Traunstein, 12 de abril de 1977) es un deportista alemán que compitió en esquí de fondo. 
Participó en cuatro Juegos Olímpicos de Invierno, entre los años 2002 y 2014, obteniendo en total cuatro medallas: bronce en Salt Lake City 2002, en la prueba de relevo (junto con Jens Filbrich, Andreas Schlütter y René Sommerfeldt), plata y bronce en Turín 2006, en el relevo (con Jens Filbrich, Andreas Schlütter y René Sommerfeldt) y los 15 km, y plata en Vancouver 2010, en los 30 km.
Ganó siete medallas en el Campeonato Mundial de Esquí Nórdico entre los años 2005 y 2011.

## Palmarés internacional
| Juegos Olímpicos   | Juegos Olímpicos                | Juegos Olímpicos  | Juegos Olímpicos     |
| Año                | Lugar                           | Medalla           | Prueba               |
| ------------------ | ------------------------------- | ----------------- | -------------------- |
| 2002               | Salt Lake City (Estados Unidos) | Medalla de bronce | Relevo 4 × 10 km     |
| 2006               | Turín (Italia)                  | Medalla de plata  | Relevo 4 × 10 km     |
| 2006               | Turín (Italia)                  | Medalla de bronce | 15 km                |
| 2010               | Vancouver (Canadá)              | Medalla de plata  | 30 km                |
| Campeonato Mundial |                                 |                   |                      |
| Año                | Lugar                           | Medalla           | Prueba               |
| 2005               | Oberstdorf (Alemania)           | Medalla de plata  | Relevo 4 × 10 km     |
| 2007               | Sapporo (Japón)                 | Medalla de plata  | 30 km                |
| 2007               | Sapporo (Japón)                 | Medalla de bronce | 15 km                |
| 2009               | Liberec (República Checa)       | Medalla de plata  | Velocidad por equipo |
| 2009               | Liberec (República Checa)       | Medalla de plata  | Relevo 4 × 10 km     |
| 2009               | Liberec (República Checa)       | Medalla de bronce | 50 km                |
| 2011               | Oslo (Noruega)                  | Medalla de bronce | Relevo 4 × 10 km     |